# Solatorobo: Red The Hunter
Solatorobo: Red the Hunter, conocido en Japón como Soratorobo -Sore Kara Kōda e- (ソラトロボ -それからCODAへ- lit. Solatorobo: Y luego, a CODA?, con "Solatorobo" siendo japonés para "Cielo y Robot"), es un videojuego RPG de acción desarrollado por CyberConnect2 para la Nintendo DS. Originalmente lanzado en Japón por Bandai Namco Games en octubre de 2010, una versión en inglés fue lanzada por Nintendo para Europa en julio de 2011 y  Australia el posterior noviembre, con un lanzamiento en América en septiembre de 2011 por Xseed Games. Es la secuela espiritual de Tail Concerto y, como su predecesor, presenta ilustraciones y diseños de personajes por el mangaka Nobuteru Yūki y music por Chikayo Fukuda. El juego incluye secuencias de animación producidas por Madhouse, así como canciones interpretadas por Tomoyo Mitani.

## Sinopsis
El juego está ambientado en un mundo de fantasía steampunk de islas celestiales flotantes habitadas por perros y gatos antropomórficos, el juego se centra en un canino aventurero llamado Red Savarin que pilota un mecha volador. En una labor aparentemente ordinaria, se encuentra con una misteriosa y joven persona-gato, llamada Elh, y se ve envuelto en una serie de eventos que revelan la verdad oculta del origen de su mundo y los que viven en él.

## Modo de juego
Solatorobo es un videojuego de rol de acción, en el que el jugador controla a Red, un aventurero que pilota su propio mecha pequeño, equipado con largos brazos que pueden sujetar y lanzar objetos o enemigos. Red puede lanzar enemigos contra otros, así como repetidamente relanzar al mismo enemigo en un combo para causar daño extra. Cada vez que un enemigo es derrotado, Red gana puntos de experiencia que le permite ganar niveles, haciéndolo más fuerte e incrementando su salud. Su mecha puede ser mejorado y modificado comprando partes con los llamados "anillos", que consisten de simples formas geométricas que se colocan en espacios desbloqueados al encontrar "Cristales P." a través del juego. Conforme la historia progresa, se ganan nuevas habilidades ofensivas como disparar proyectiles. El jugador también le puede permitir a Red salir de su máquina en cualquier momento, dándole la habilidad de nadar, escalar, activar paneles o switches, e inmovilizar enemigos con su arma de aturdimiento.

## Recepción
El juego recibió reseñas generalmente positivas de parte de los críticos. Se alabó generalmente el tono y la presentación del juego, a pesar de esto también fue criticada la falta de desafío y la sobre-abundancia de diálogos.